# Transacció financera

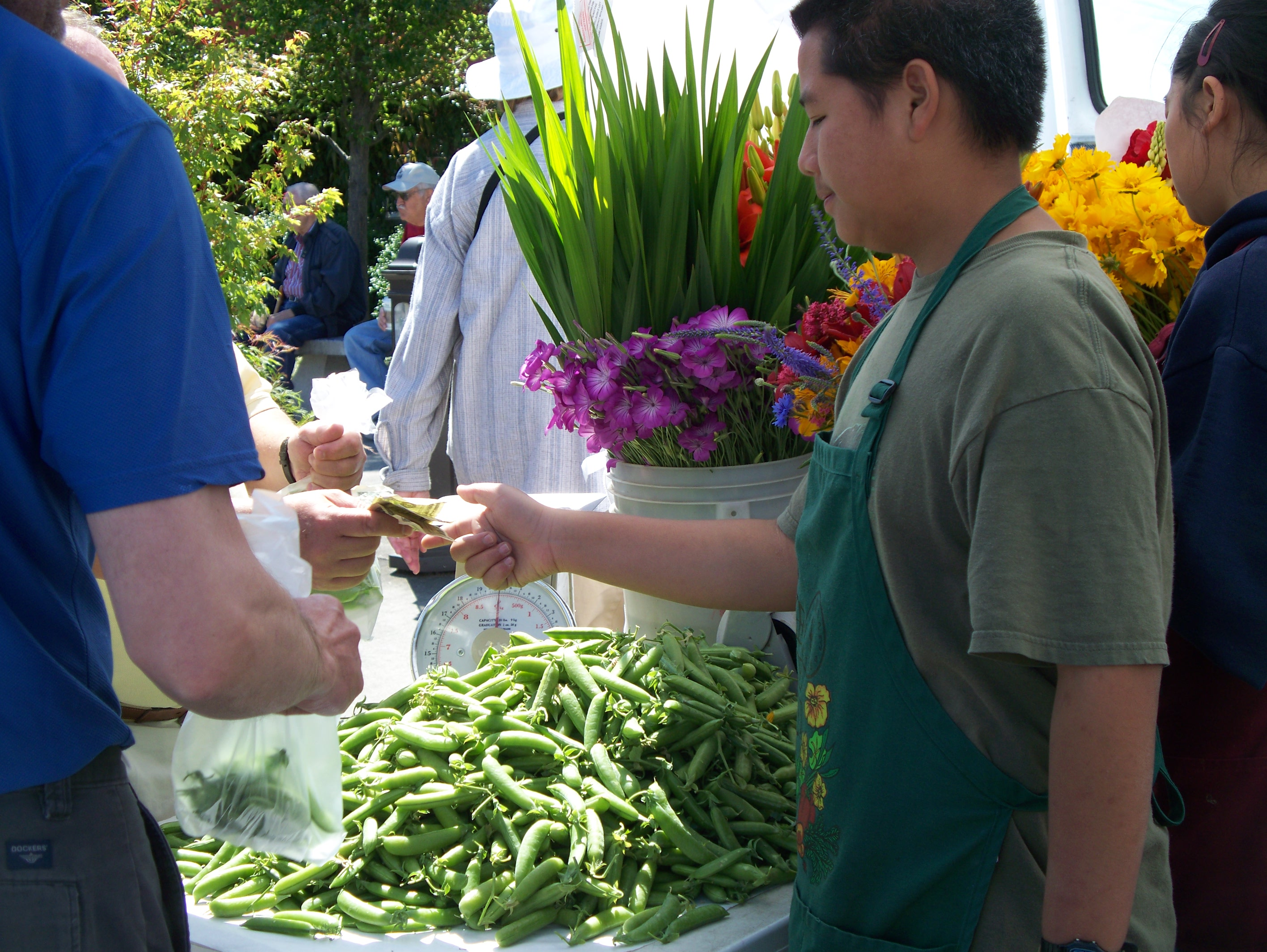
Transacció financera amb diners i béns agrícoles en un mercat local

Una transacció financera és un acord, comunicació o moviment realitzat entre un comprador i un venedor, amb l'objectiu d'intercanviar un actiu per un pagament. En altres paraules, és un tracte, conveni o acord comercial que comporta un canvi de tinença de béns o de títols. Una transacció comporta un canvi en l'estat de les finances de dues o més empreses o particulars. El comprador i el venedor són dos objectes o entitats separats, que intercanvien elements de valor, com informació, béns o serveis, i diners. Encara que els béns s'intercanviïn en diferents moments, també es considera que es tracta d'una transacció.

## Història
En l'antiguitat, es realitzaven transaccions no financeres mitjançant sistemes de crèdit, en els quals s'intercanviaven béns i serveis amb la promesa d'una recompensa futura. El sistema de crèdit té alguns desavantatges, entre els quals hi ha el requeriment de què els comerciants o llurs intermediaris han de confiar els uns en els altres, o bé han de confiar en entitats que proporcionin la solvència necessària. Els deutes s'han de satisfer amb béns o amb mitjans de pagament d'un valor acordat, com diners, or o plata.
Hi ha evidències històriques i arqueològiques de l'ús dels sistemes de crèdit. Per contra, hi ha poques evidències registrades d'un ús generalitzat del troc pur, on els comerciants tanquen els tractes en persona i les transaccions es completen en un sol pas d'intercanvi.
A mesura que es fundaven ciutats, estats i imperis, s'imprimien o encunyaven monedes i paper-moneda com a valor fiduciari amb uns valors nominals fixats, la qual cosa permetia l'acumulació d'actius que no es deterioraven amb el temps, cosa que sí que passava amb els béns físics, i que a més tenien cert suport d'un govern que podia ajustar el seu valor, mitjançant la producció de més o menys moneda. Tal com s'anaven substuint les monedes de tipus de canvi fix per monedes de tipus de canvi flexible en el decurs del segle xx, i amb les possibilitats actuals del diner electrònic i les xarxes informàtiques, les transaccions financeres han crescut ràpidament en velocitat i complexitat.

## Situació actual
L'any 1997, prop de 1.300 milions de dòlars estatunidencs van canviar de mans cada dia en el mercat de divises, el que representa uns 475.000 milions anuals.
El volum mundial de transaccions financeres va arribar als 1.100 bilions de dòlars estatunidencs l'any 2002, i es va incrementar l'any 2008 fins als 2.200 bilions de dòlars; el 95% d'aquestes transaccions es van originar en operacions d'especulació.

## Exemples

### Compra
Aquest és el tipus més habitual de transacció financera. Un bé o servei es canvia per diners. Aquesta transacció provoca una disminució de les finances del comprador i un increment en els beneficis del venedor.

### Préstec
Aquest és un tipus lleugerament més complicat de transacció, on el prestador dona una quantitat de diners al prestatari, i aquest últim ha de retornar-los en pagaments més petits, normalment amb una freqüència preestablerta. La suma dels pagaments acostuma a ser més gran que la quantitat prestada; la diferència s'anomena interès. En aquest tipus de transacció, els diners es donen sense cap raó especial, és a dir, no hi ha un intercanvi de béns.

### Hipoteca
Aquest és un tipus combinat de préstec i compra, en el qual un prestador entrega una quantitat elevada de diners a un prestatari, amb el propòsit específic de comprar un bé (habitualment una casa). Com a part de la transacció, el prestatari acorda entregar el bé (o algun altre element de gran valor) al prestador en el cas que no es retornin a temps els diners prestats. Aquesta garantia de repagament es coneix com a fiança.

### Compte bancari
Un banc és una empresa basada de forma gairebé exclusiva en transaccions financeres. A més d'actuar com a prestador en préstecs i hipoteques, els bancs actuen com a prestadors en un tipus especial de préstec anomenat compte (o compte bancari). El beneficiari es coneix com a client, i entrega unes quantitats indeterminades de diners al banc per un període indeterminat. El banc torna qualsevol quantitat en el compte en qualsevol moment (és a dir, el client pot disposar d'aquests diners en qualsevol moment), i paga petits imports com a interès sobre el saldo que el client deixa en el compte per un període. Addicionalment, el banc garanteix que ningú no robarà els diners mentre siguin al compte, i compensarà al client si es dona el cas. Com a contrapartida, el banc pot utilitzar els diners dipositats per realitzar altres operacions financeres.

### Targeta de crèdit
Aquesta és una combinació especial de compra i préstec. El venedor entrega al comprador el bé o servei de forma habitual, però el comprador paga al venedor mitjançant una targeta de crèdit. Així, el comprador paga mitjançant un préstec proporcionat per l'entitat emissora de la targeta de crèdit, habitualment un banc. El banc o entitat financera emet targetes de crèdit als compradors, que permeten acumular qualsevol nombre de préstecs fins a arribar a un cert import màxim (el límit de crèdit). Les condicions de repagament dels préstecs vinculats a targetes de crèdit, o deutes, acostumen a variar segons el cas, però l'interès pot ser molt elevat. Un exemple de condicions de repagament seria: pagament mínim del major entre 10 € o el 3% cada mes, i un càrrec d'entre un 15–20% d'interès per a cada pagament no satisfet del préstec. A més dels interessos, els compradors acostumen a pagar una quota anual per utilitzar la targeta de crèdit.
Per tal de rebre els diners pel seu bé, el venedor ha de fer signar al comprador un rebut, que acredita l'operació de cara a l'entitat financera. Normalment, els venedors comuniquen a l'entitat financera tota una remesa de pagaments, amb una certa freqüència. L'entitat emissora de la targeta de crèdit aplica als venedors una comissió d'un 1–3% sobre el preu de compra, en concepte d'habilitar les operacions de crèdit de la companyia per a l'establiment venedor.
Així, en una compra amb targeta de crèdit, la transferència del bé o servei és immediata, però tots els pagaments són diferits. El posseïdor de la targeta de crèdit rep mensualment un extracte amb totes les seves transaccions.

### Targeta de dèbit
Aquest és un tipus especial de compra. El bé o servei es transfereix de la manera habitual, però el comprador no utilitza diners per pagar, sinó una targeta de dèbit. Una targeta de dèbit conté un registre electrònic del compte bancari del comprador. Amb aquesta targeta, el venedor pot enviar una comunicació electrònica al banc del comprador amb l'import de l'operació, i aquest import es dedueix del comptevdel comprador i s'abona al compte del venedor, en dues operacions simultànies. Això és possible fins i tot en el cas en què les institucions financeres del comprador i del venedor són diferents. En l'actualitat, les comissions que el banc aplica tant al comprador com al venedor són baixes, ja que els bancs volen incentivar l'ús de les targetes de dèbit. El venedor ha de tenir un dispositiu lector de targetes (un datàfon) per poder processar aquest tipus d'operacions. Les targetes de dèbit permeten al comprador tenir accés a tots els fons del seu compte bancari, sense haver de portar a sobre els diners en efectiu. És més difícil robar aquests fons que els diners en efectiu, però és possible. Alguns d'aquests procediments il·legals són la clonació de targetes o la suplantació de les dades de seguretat de la targeta.